# Suo jure

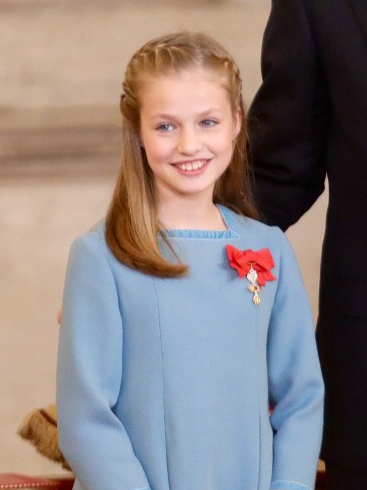
Леонор, інфанта Іспанії (нар. 2005), принцеса Астурійська, спадкоємиця трону Іспанії, 2018 рік.

Suo jure (лат. «власне право», «має на це право») — латинська фраза, позначає юридичні ситуації «свого права» жінок, що кровно спадкують шляхетні титули чи права (правлячих королев), а не отримують їх через шлюб з монархом.
Не плутати з термінами «Jure uxoris» (чоловік спадкує від дружини) та «Jure matris» (чоловік спадкує від матері). Імператорку або королеву, що править «Suo jure», називають «правлячою імператрицею» або «правлячою королевою», що суттєво відрізняло її від правительки-консорт (дружина монарха) чи регентства (мати чи опікунка монарха).
Історично термін застосовували щодо успадкування шляхетних титулів, наприклад в Англії, де чоловік рідко отримує будь-який титул від своєї дружини. Хоча це спостерігається й в інших країнах, особливо коли жінка є останнім спадкоємцем роду. В деяких країнах це називалось «спадкоємниця імені».
Цей термін також може бути використаний для чоловіка, коли він спочатку був «співправителем» з батьком або іншим членом родини, а після смерті старшого члена сім'ї став єдиним володарем титулу «Suo jure» (свого власного права).
Також цей термін часто зустрічається у контексті шляхетних або ґречних титулів, особливо у випадках, коли жінка отримала титул через власну кровну лінію успадкування чи досягнення, а не через шлюб.
Імператрицю або королеву, що править «Suo jure», називають «імператрицею-регентом» або «королевою-регентом», що суттєво відрізняло її від імператриці або королеви консорт.

## Приклади Suo jure

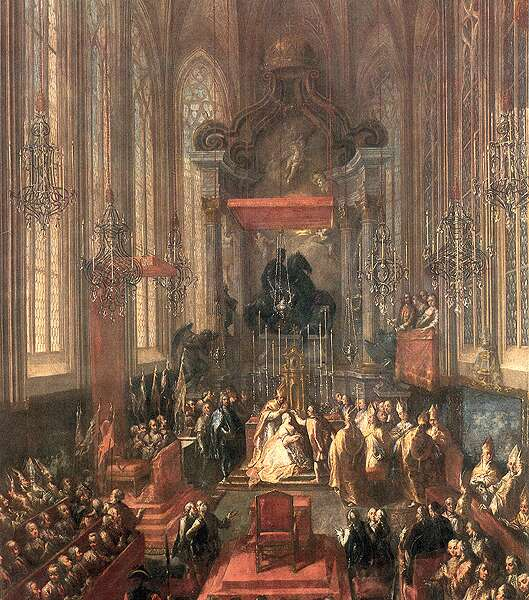
Коронація Марії Терезії, імператорки Священної римської імперії

- Марія I — герцогиня Бургундії suo jure.
- Анна Болейн — Маркіза Пемброк suo jure.
- Анна I — Герцогиня Бретані suo jure.
- Клавдія I — Герцогиня Бретані suo jure. Дочка Анни I.
- Єлизавета — російська імператорка-регент.
- Генрієтта Клевська — герцогиня Невера та Ретеля suo jure.
- Марія-Терезія — Австрійська імператриця-регентка, королева-регентка Угорщини, Богемії, Галичини і Волині.
- Катаріна-Амалія Нідерландська — suo jure Принцеса Оранська.
- Єлизавета Бельгійська — Княгиня Брабанту suo jure.
- Леонор, інфанта Іспанії — принцеса Астурійська suo jure.
- Фердинанд Філіп — Suo jure герцог де Бар.